# Rhododendron kwangsiense
Rhododendron kwangsiense är en ljungväxtart som beskrevs av Hu Hsien-Hsu och Pui Cheung Tam. Rhododendron kwangsiense ingår i släktet rododendron, och familjen ljungväxter. Utöver nominatformen finns också underarten R. k. obovatifolium.